# Jack Hill
Jack Hill (Los Angeles, Califòrnia, Estats Units, 28 de gener de 1933) és un guionista i director de cinema estatunidenc.

## Biografia
Jack Hill és fill d'artistes: el seu pare, Ronald, era en realitat director artístic  per la Disney. Hill va començar la seva carrera com a músic i arranjador. També toca en una banda de rock, abans de matricular-se a l'UCLA per aprendre a escriure  bandes sonores. Allà entra en contacte amb el sector cinematogràfic i roda el 1960 un curtmetratge titulat   The Host .
Hill derixa la UCLA poc abans de graduar-se i participa amb el seu amic Francis Ford Coppola en una sèrie d'emplaçaments de pel·lícules europees, per la qual cosa es va incorporar a la fàbrica de Roger Corman, treballant com a assistent de producció. Entre altres coses supervisa el muntatge definitiu de  Dementia 13 , dirigida per Coppola.
Hill va fer el seu debut en la dirección el 1964, amb Spider Baby, una pel·lícula de terror rodada en 12 dies amb un pressupost de 65.000 dòlars. La pel·lícula, però, es distribueix en cinemes dels Estats Units quatre anys més tard, per problemes amb la producció.
La segona pel·lícula de Hill és Pit Stop, una pel·lícula sobre carreres de cotxes. Després dirigeix amb Juan Ibáñez quatre films de terror de baix pressupost interpretades per Boris Karloff. El 1970 dirigeix  Higher and Higher, que abandona perquè segons ell s'estava convertint en una pel·lícula porno.
A l'any següent va dirigir  The Big Doll House , una  pel·lícula de dones a la presó, interpretada per Pam Grier, que va començar una llarga col·laboració amb el director. La pel·lícula codifica les regles del gènere i és un gran èxit. Hill decideix rodar una seqüela, The Big Bird Cage, amb més llibertat. La pel·lícula es desvia cap a la comèdia, però és menys reeixida que l'anterior, de manera que Hill canvia de gènere i arriba a la blaxploitation, convertint-se en un dels millors directors del gènere. Coffy  va ser estrenada el 1973 i finalment llança Pam Grier com una diva. A l'any següent, Hill la dirigeix de nou a Foxy Brown. A l'any següent Hill fa una petita pel·lícula, Cheerleaders, rodada en 12 dies amb un pressupost de 120.000 dòlars, ambientada en una universitat dels Estats Units.
El 1975 roda la que és potser la seva millor pel·lícula, Switchblade Sisters, una barreja de gèneres: dones a la presó , sexploitation , blaxploitation  i comèdia, que en el seu llançament va ser estranyament un fracàs, però amb el temps s'ha convertit en una pel·lícula de culte adorada per directors com Quentin Tarantino, que ha reeditat la pel·lícula en DVD  i la va posar en la llista de les seves deu pel·lícules favorites, com s'indica en la revista  Sight and Sound .
Davant el fracàs de  Switchblade Sisters , Hill es pren un descans: coopera en diversos guions i no torna a dirigir fins al 1982, amb la pel·lícula  Sorceress , però molest amb els productors, Hill es va veure obligat a retirar la seva signatura. Hill llavors deixa el cinema, dedicant-se a la meditació i a escriure novel·les.

## Filmografia
Filmografia:

### Director
- 1960: The Host
- 1963: The Terror
- 1966: Mondo Keyhole
- 1966: Blood Bath
- 1968: Spider Baby or, The Maddest Story Ever Told
- 1969: Pit Stop
- 1970: Ich, ein Groupie
- 1971: The Big Doll House
- 1972: The Big Bird Cage
- 1973: Coffy
- 1974: Foxy Brown
- 1974: The Swinging Cheerleaders
- 1975: Switchblade Sisters
- 1982: Sorceress

### Guionista
- 1963: The Terror
- 1970: Ich, ein Groupie
- 1971: La Muerte viviente
- 1974: Foxy Brown
- 1978: The Bees
- 1982: Sorceress